# کاتاگامی، آکیتا
کاتاگامی، آکیتا از شهرهای استان آکیتا ژاپن است که جمعیت آن در ۱ ژانویه ۲۰۰۸ ۳۵٬۴۶۰ نفر بوده‌است.